# ناحیه بوعنداس
ناحیه بوعنداس (به عربی: دائرة بوعنداس) یک ناحیه در الجزایر است که در استان سطیف واقع شده‌است.